# Вера Вржовська-Петревська
Вера Вржовська-Петревська (мак. Вера Вржовска-Петревска; 1939, Брайчино, община Ресен) — македонська поетеса.

## Біографія
Вера Вржовська-Петревська народилася в 1939 році в селі Брайчино, Преспа. В рідному селі закінчила восьмирічну школу. Подальше навчання перервалось через переїзд у Торонто в 1964 році. Вірші пише з ранньої юності. Бере участь у діяльності Македонської православної церкви “Св. Климент Охридський” в Торонто, а в 1986 році була президентом жіночої секції церкви. 
Пише переважно ностальгічні та патріотичні вірші македонською та англійською мовами.